# National Collegiate Hockey Conference
La National Collegiate Hockey Conference est un groupement de neuf universités gérant les compétitions de hockey sur glace masculin dans le centre des États-Unis. Cette conférence est créée en 2013 à la suite d'un réalignement des conférences par la NCAA. 

## Membres actuels
| - Sun Devils d'Arizona State - Tigers de Colorado College - Pioneers de Denver - Redhawks de Miami - Bulldogs de Minnesota-Duluth - Fighting Hawks du Dakota du Nord - Mavericks d'Omaha - Huskies de St. Cloud State - Broncos de Western Michigan |

## Futur membre
- Tommies de Saint-Thomas (en) (rejoindre en 2026)

## Palmarès
| Année | Vainqueur saison régulière | Vainqueur tournois        |
| ----- | -------------------------- | ------------------------- |
| 2014  | St. Cloud State            | Denver                    |
| 2015  | North Dakota               | Miami                     |
| 2016  | North Dakota               | St. Cloud State           |
| 2017  | Denver                     | Minnesota-Duluth          |
| 2018  | St. Cloud State            | Denver                    |
| 2019  | St. Cloud State            | Minnesota-Duluth          |
| 2020  | North Dakota               | Pas de tournoi (Covid-19) |
| 2021  | North Dakota               | North Dakota              |
| 2022  | Denver North Dakota        | Minnesota-Duluth          |
| 2023  | Denver                     | St. Cloud State           |
| 2024  | North Dakota               | Denver                    |

## Patinoires
Futur membre en bleu.
| Université       | Patinoire                          | Fondation | Capacité |
| ---------------- | ---------------------------------- | --------- | -------- |
| Arizona State    | Mullett Arena (en)                 | 2022      | 5 000    |
| Colorado College | Ed Robson Arena (en)               | 2021      | 3 407    |
| Denver           | Magness Arena                      | 1999      | 6 026    |
| Miami            | Goggin Ice Center                  | 2006      | 3 200    |
| Minnesota Duluth | AMSOIL Arena                       | 2010      | 6 732    |
| North Dakota     | Ralph Engelstad Arena              | 2001      | 11 640   |
| Omaha            | Baxter Arena                       | 2015      | 7 898    |
| St. Cloud State  | Herb Brooks National Hockey Center | 1989      | 5 763    |
| St. Thomas       | Lee and Penny Anderson Arena (en)  | 2025      | 4 000    |
| Western Michigan | Lawson Arena                       | 1974      | 3 667    |